# Jürgen Johan Lode

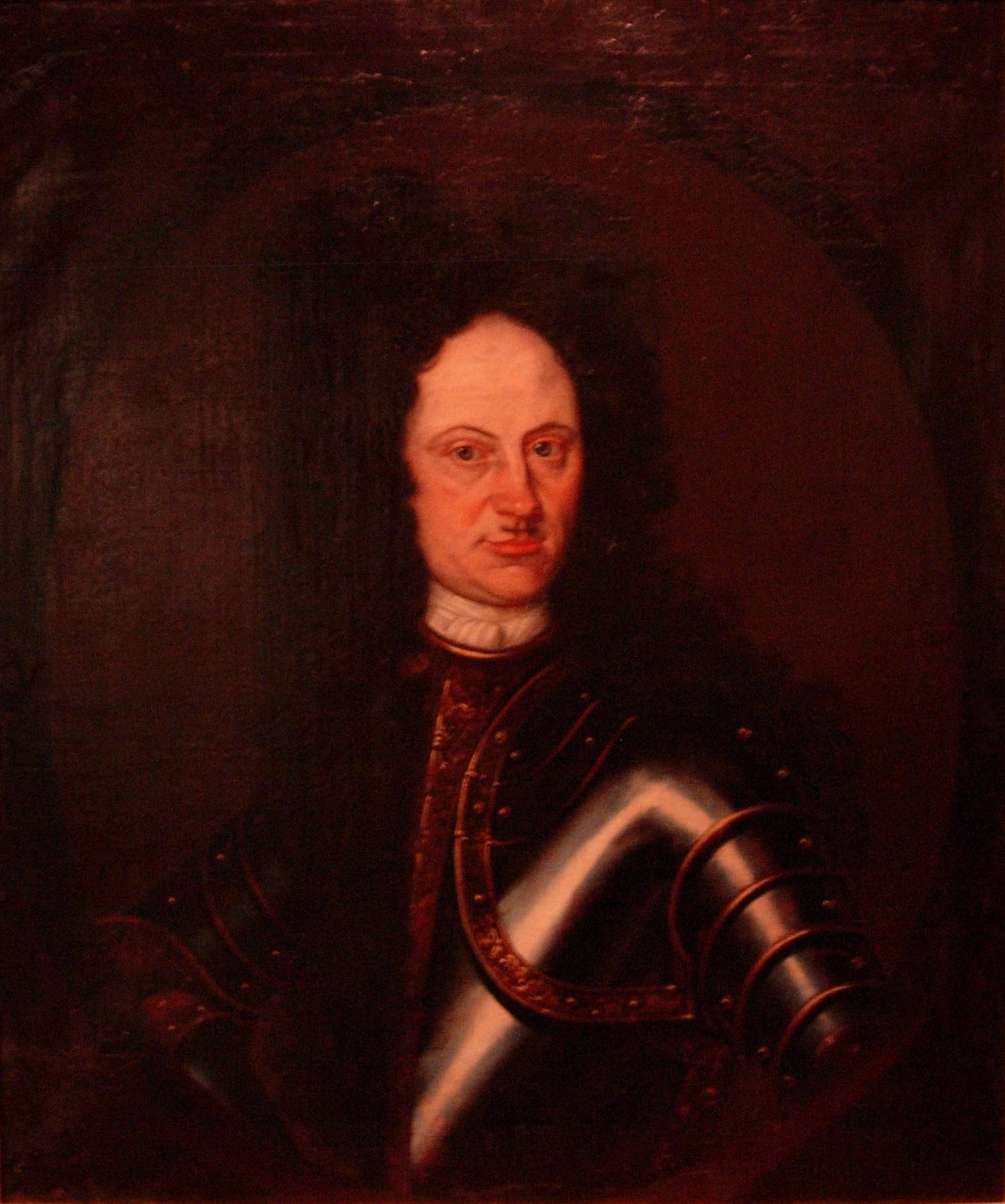
Jürgen Johan Lode (1661-1728)

Jürgen Johan Lode (även von Lode, Lode från Livland), född 1661, död 1728, balttysk i svensk tjänst som generallöjtnant och fästningskommendant.

## Biografi
Lode var volontär och sergeant vid Livgardet år 1679 och löjtnant vid drottningens livregemente till häst år 1682. Han övergick till Gustav Mauritz Lewenhaupts svenska regemente i holländsk tjänst år 1688 som kapten och avancerade till major och överstelöjtnant. Därifrån tog han avsked år 1698. 

### Stora nordiska kriget
År 1700 finns Lode dokumenterad som arvherre till Pachel (Hageri) i Harrien. Samma år ingick han äktenskap Beata Sophia von Bock a.d.H Suddenbach från Livland och utsågs i augusti till överste för ett regemente av finska tremänningar till fots. Regementet överfördes samma år med övriga finska reservförband till Livland. Tillsammans med den svenska huvudarmén och de estniska förbanden samlades alla svenska trupper i Rakvere i november 1700 för att tåga vidare mot det av ryssarna belägrade Narva i östligaste Estland. Den 20 november 1700 stod slaget vid Narva som blev en stor svensk seger. Lodes regemente stod i den vänstra flygeln. Efter detta delades den svenska armén så att de flesta finska enheter placerades enligt behov på olika håll i de baltiska provinserna. De svenska baltiska besittningarna gick därefter förlorade, först Livland, sedan Ingermanland, och sist Estland. Den sista striden i Estland stod i augusti 1704 och åter vid Narva. Bland försvararna i staden fanns Lode och han togs liksom över 100 andra officerare till fånga. Han fick stanna kvar i Narva till följande år för att reda upp frågor kring fångutväxling men följde sedan med sin hustru och svärmor de övriga fångarna till Moskva.  De svenska fångarnas antal blev många fler efter slaget vid Poltava 1709 och de visades upp i en segerparad i december 1709 i Moskva. Flera gånger under de följande åren klagade svenskarnas ledning hos tsaren över svenskarnas förhållanden. Lode med sin stora familj, tre barn föddes i Moskva, hölls isolerad i sitt hus och hade svårt att hitta sin försörjning. 

### Efter kriget
Lode med hustru och barn återkom till Sverige i juli 1721.  I november 1721 utsågs Lode till generalmajor av infanteriet och även till kommendant i Helsingfors. Det senare uppdraget var knappast reellt då fästningen var en tillfällighet och revs 1724.  På sommaren 1722 började man bygga en ny fästning vid den nya gränsen och gav den namnet Fredrikshamn. Lode utsågs till kommendant där och flyttade 1726 in i den nya kommendantbaracken i fästningen.   Lode förväntades ta itu med den dåliga disciplinen i garnisonen men sägs ha tagit i alltför hårt. Han fick också ovänner i staden. Han kvarstod där till år 1728 och hade då befordrats till generallöjtnant.  Han avled i Fredrikshamn år 1728 i en ålder av 70 år och begravdes i Kankasgraven i Masku kyrka år 1730. År 1729, efter makens död, köpte Beata Sofia von Bock Kankas gård i Masku, där hon också avled år 1739.